# Leonid Leonov
Pour les articles homonymes, voir Leonov.
Leonid Leonov (en russe : Леони́д Макси́мович Лео́нов), né le 31 mai 1899 à Moscou et mort dans cette même ville le 8 août 1994, est un romancier, poète et dramaturge soviétique russe. Il a été surnommé le « Dostoïevski du XXe siècle ».

## Biographie
Fils du poète et journaliste Maksim Leonov, un autodidacte, il rejoint l'Armée rouge après avoir terminé ses études. « À sa démobilisation en 1921, il se consacre à l'écriture ». 
Après la publication de quelques poèmes et récits, il devient l'auteur de l'un des premiers romans réalistes de la littérature soviétique, Les Blaireaux (Барсуки, 1924), qui raconte la révolte d'un village contre le pouvoir soviétique. 
Il participe à l'écriture de l'ouvrage collectif Les grands incendies (Большие пожары), un roman-feuilleton publié par le magazine Ogoniok en 1927. D'autres écrivains participent à l'écriture : Alexandre Grine, Alexeï Novikov-Priboï, Isaac Babel, Konstantin Fedine, Alexis Tolstoï, Mikhaïl Zochtchenko, Lev Nikouline, Boris Lavrenev. Le roman ne sortira sous forme d'un livre qu'en 2009, avec la préface de Dmitri Bykov.
Son livre suivant, Le Voleur (Вор, 1927), est « souvent cité par Julian Semionov qui le considérait comme un texte fondateur du roman policier russe. Ce récit sur les faubourgs et les bas-fonds moscovites [a comme] protagoniste, Dmitri (Mitia) Vekchine, [...] un ancien commissaire de l'Armée rouge [...] renvoyé du Parti. Sans cesser de boire, il se fait voleur et perceur de coffres-forts ». Évoquant l'univers glauque d'un milieu composé de criminels, de receleurs et de prostituées, l'ouvrage suscite à sa parution une vive polémique et est interdit pendant de nombreuses années jusqu'à sa réédition en 1957.

## Œuvre

### Romans et récits
- Петушихинский пролом (1923)
- Записи некоторых эпизодов, сделанные в городе Гуголеве Андреем Петровичем Ковякиным (1924)
- Барсуки (1924) Publié en français sous le titre Les Blaireaux, traduit par Maurice Parijanine, Paris, Rieder, 1931
- Конец мелкого человека (1924) Publié en français sous le titre Fin d'un petit homme, traduit par Jacques Gonneau, Lausanne/Paris, L'Âge d'homme, coll. « Classiques slaves » no 18, 1973
- Вор (1927) Publié en français sous le titre Le Voleur, traduit par Sylvie Luneau, Lausanne/Paris, L'Âge d'homme, coll. « Classiques slaves », 1971
- Провинциальная история (1927)
- Белая ночь (1928)
- Саранча (1930) Publié en français sous le titre Les Sauterelles, traduit par Isabelle Chérel, Lausanne/Paris, L'Âge d'homme, coll. « Petite bibliothèque slave » no 27, 2005
- Соть (1930) Publié en français sous le titre La Rivière, traduit par Boris de Schloezer, Paris, P.U.F., coll. « Les Prosateurs étrangers », 1936
- Скутаревский (1932)
- Дорога на океан (1935)
- Evgenia Ivanovna (1938—1963)
- Взятие Великошумска (1944) Publié en français sous le titre La Prise de Vélikochoumsk, traduit par Ludmila Savitsky, Paris, La Bibliothèque française, 1946
- Русский лес (1953), version révisée en 1959 Publié en français sous le titre La Forêt russe, traduit par Dominique Arban, Paris, Gallimard, coll. « Littératures soviétiques », 1966
- Пирамида (1994)

### Théâtre
- Унтиловск (1928)
- Усмирение Бададошкина (1929)
- Половчанские сады (1938)
- Волк (1938)
- Метель (1940)
- Обыкновенный человек (1942)
- Нашествие (1942), seconde version en 1964 Publié en français sous le titre L'Invasion, traduit par Alice Orane et Cyrilla Falk, Alger, Charlot, 1945
- Ленушка (1943)
- Золотая карета (1946), deuxième version en 1955 ; version définitive en 1964

## Récompenses
- Héros du travail socialiste
- Ordre de la révolution d'Octobre
- Ordre du Drapeau rouge du Travail
- Ordre de Lénine

## Sources
: document utilisé comme source pour la rédaction de cet article.
- Claude Mesplède (dir.), Dictionnaire des littératures policières, vol. 2 : J - Z, Nantes, Joseph K, coll. « Temps noir », 2007, 1086 p. (ISBN 978-2-910-68645-1, OCLC 315873361), p. 180-181